# Design rule check

Les comprovacions bàsiques de DRC: amplada, espaiat i tancament

Design rule check (comprovació de regles de disseny, amb acrònim anglès DRC) és un procés en l'automatització del disseny electrònic per a garantir que els dissenyadors no violin les regles de disseny. Una regla de disseny és una restricció geomètrica imposada als dissenyadors de plaques de circuits, dispositius semiconductors i circuits integrats (IC) per garantir que els seus dissenys funcionin correctament, de manera fiable i que es puguin produir amb un rendiment acceptable. Les regles de disseny per a la producció les desenvolupen els enginyers de processos en funció de la capacitat dels seus processos per realitzar la intenció de disseny. La DRC és un pas important durant la signatura de la verificació física del disseny, que també inclou comprovacions LVS (disposició versus esquemàtica), comprovacions XOR, ERC (verificació de regles elèctriques) i comprovacions d'antena. La importància de les regles de disseny i la DRC és més gran per als CI, que tenen geometries a escala micro o nano; Per als processos avançats, alguns fabricants també insisteixen en l'ús de regles més restringides per millorar el rendiment.
Alguns exemples de DRC en disseny d'IC inclouen: espaiat entre entitats, longitud mínima del canal del transistor, amplada mínima de metall, espaiat metall a metall, densitat de farciment metàl·lic (per a processos que utilitzen CMP), polidensitat, normes ESD i E/S, efecte antena.
Els principals productes programari EDA de la DCR inclouen:
- Staticfreesoft : sistema de disseny obert elèctric VLSI.
- KDisseny: programari obert de disseny de circuits.
- Magic: eina oberta de disseny d'automatització del disseny electrònic.
- Alliance: un sistema VLSI/CAD gratuït.
- Opendesignsoftware : programari obert de disseny de circuits.
- Microwind: un sistema CAD de disseny educatiu.
- Opensource 130nm CMOS PDK de Google i SkyWater tech (model foneria).